# Hermann Schäufele
Hermann Josef Schäufele, né le 14 novembre 1906 à Stebbach dans le grand-duché de Bade et mort le 26 juin 1977 à Langenegg en Autriche, est un évêque catholique allemand, archevêque de Fribourg-en-Brisgau de 1958 à 1977. Il a participé au Concile Vatican II.

## Biographie
Il a fait sa théologie à Fribourg-en-Brisgau et à Rome. 
Il est ordonné prêtre le 25 octobre 1931 . Pendant la période nazie, il continue ses études de théologie et de philosophie, jusqu'au doctorat dans les deux disciplines. En 1946, il devient directeur du séminaire diocésain, appelé Collegium Borromaeum. 
En avril 1955, il est nommé évêque titulaire de Leptis Magna (de) et évêque auxiliaire de Fribourg par le pape Pie XII. Il est consacré le 11 mai suivant par Mgr Eugen Seiterich, alors archevêque du lieu. À la mort de ce dernier, le pape Pie XII le nomme archevêque du même siège, où il est installé le 16 septembre 1958. Il devient ainsi métropolite de la province ecclésiastique dite Oberrheinisch qui regroupe également les diocèses de Rottenburg-Stuttgart et de Mayence.
Dans les années 1960, il est renommé pour son initiative de l’année pour l'Église qui propose aux jeunes gens de donner une année de leur vie au service de l'Église.
Considéré comme théologiquement conservateur, il a été engagé dans le dialogue œcuménique. 
Il participe comme père conciliaire aux quatre sessions du concile Vatican II, entre 1962 et 1965.

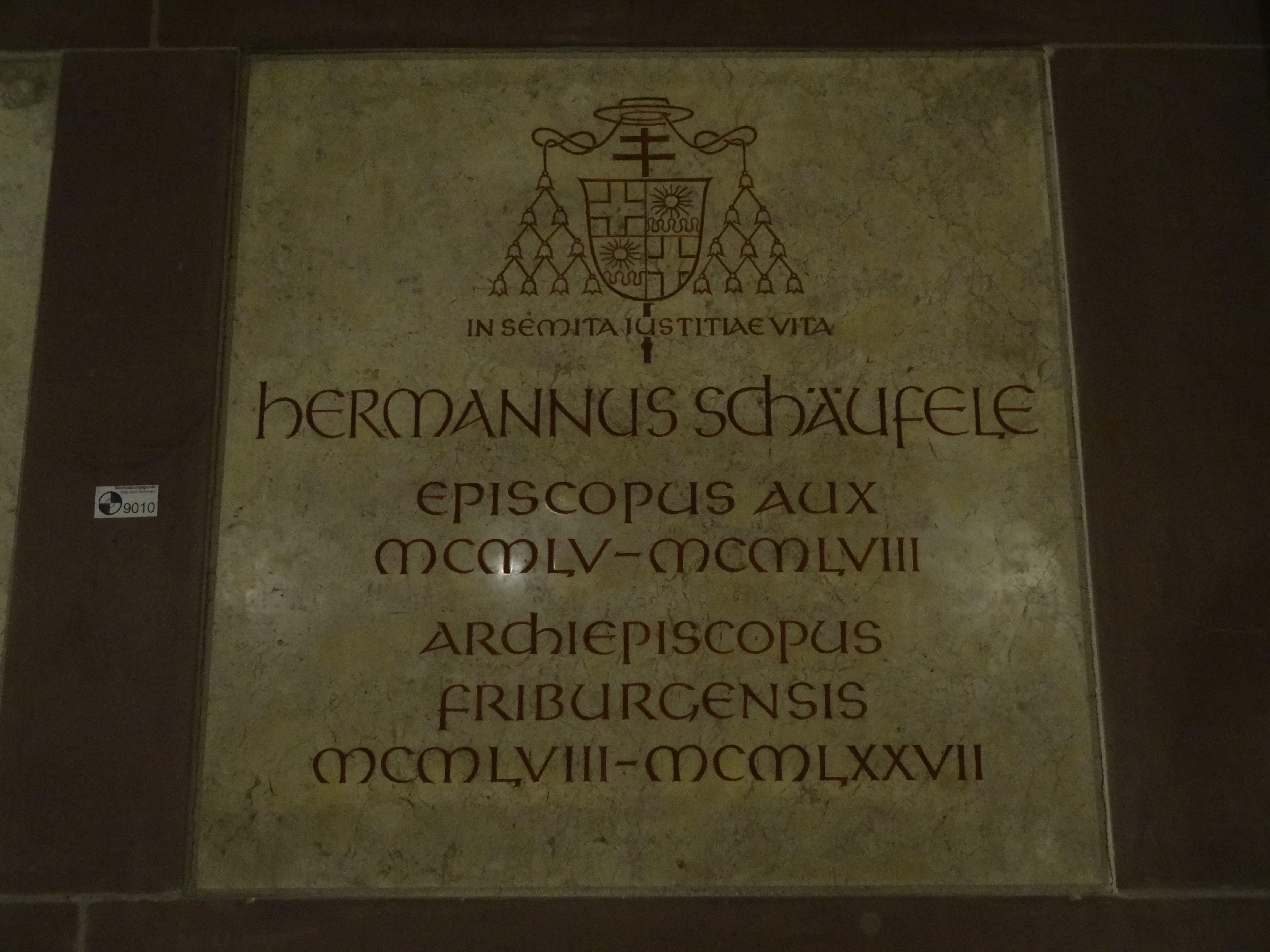
La tombe d'Hermann Schäufele dans la crypte de la cathédrale de Fribourg.

Dévot à la vierge Marie, il meurt en récitant son chapelet pendant ses vacances annuelles en Autriche. Il ne participe donc pas au grand jubilé du diocèse qu'il avait préparé avec ardeur. Il est inhumé dans la crypte épiscopale sous le chœur de la cathédrale Notre-Dame de Fribourg.

## Relation à Pie XII
En 1946, Schäufele a publié un livre sur l'ordre social et les relations internationales selon les enseignements de Pie XII. 
Comme archevêque, il s'est souvent référé aux enseignements, encycliques et discours de ce pape.
L'un des derniers évêques nommés (en juin 1958) par Pie XII qui meurt en octobre 1958, il a contribué à l'édition des discours et des œuvres de ce pape, dans une édition qui fait encore référence.

## Sources
- Christoph Schmider: Die Freiburger Bischöfe: 175 Jahre Erzbistum Freiburg. Eine Geschichte in Lebensbildern. Herder Verlag, Freiburg i. Br. 2002,  (ISBN 3-451-27847-2).
- Jürgen Brüstle: Studentenseelsorge im Spannungsfeld des Weltanschauungskampfes zwischen Katholischer Kirche und Nationalsozialismus 1933 bis 1945 in: Freiburger Diözesanarchiv Band 117 (1997), S. 111–215.
- Helmut Gehrig: Über das Bischöfliche Amt : Festakademie anlässlich die 70. Geburtstages Seiner Exzellenz d. hochwürdigsten Herrn Erzbischofs von Freiburg Hermann Schäufele / [Hrsg. Helmut Gehrig] Paolo Marella… - Karlsruhe : Badenia Verl., 1966 [erschienen] 1967. - 83 S.; (dt.) (Veröffentlichungen der Katholischen Akademie der Erzdiözese Freiburg ; 4) Festschrift Hermann Schäufele